# Urocaridella antonbruunii
Urocaridella antonbruunii è una specie di gambero trovato nelle Comore. È stata nominata così per la prima volta da A. J. Bruce nel 1967.

## Diffusione e habitat
Barriere coralline del Mar Rosso e dell'Indopacifico

## Descrizione
Gamberetto pulitore, lungo fino a 3 cm, dal corpo trasparente con piccole macchie bianche e rosse distribuite su carapace e addome.Organi interni ben visibili. Antenne trasparenti.
Dotato di lungo rostro curvato verso l'alto, la cui radice è posta tra gli occhi leggermente spostata verso il basso. Quest'ultimo, i chelipedi (arti dotati di chele) e i pereiopodi (arti deambulatori) molto sottili sono bianchi fasciati di rosso.
I pleopodi (gli arti sotto l'addome utilizzati per il nuoto) sono molto efficaci e gli permettono di rimanere immobile in mare aperto. Durante il nuoto, solo i pleopodi sono in movimento, gli altri arti vengono appesi sotto il corpo dando un aspetto caratteristico a tutto l'animale.
L'addome forma un caratteristico angolo retto in cui vi è una macchia rossa preceduta da una macchia bianca. La macchia rossa può essere ampliata per formare una striscia che si estende lateralmente.
La base del telson (punta terminale dell'addome) risulta spesso fasciata di bianco e di rosso seguita dagli uropodi che contengono ciascuno almeno un punto bianco e uno rosso.

## Etologia
Vive in piccoli gruppi dentro anfratti e grotte o nelle immediate vicinanze dove pubblicizza la propria stazione di pulitura utilizzando un caratteristico movimento ondulatorio.
Il possibile cliente, generalmente pesci anche di grandi dimensioni, si avvicina al fondo nelle sue vicinanze e il gambero inizia la propria attività di pulizia entrando anche nella bocca o all'interno dell'opercolo branchiale. 
Per questa particolarità di pulitore difficilmente diventa preda di pesci più grandi anche se alcuni labridi si è visto che lo possono considerare cibo.

## Riproduzione
Essendo trasparente, il dimorfismo sessuale si coglie individuando la sacca ovarica dietro la testa. Questa è più evidente nel periodo riproduttivo e risulta di un colore tendente al verde. 
Le uova sono deposte su pleopodi. Essa può essere possibile durante tutto l'anno.

## Alimentazione
Carnivora. Si nutre di parassiti e muco che trova sull'ospite durante le sessioni pulitura ma cattura anche copepodi, piccoli microrganismi, detriti sul fondo. Accetta mangime secco o congelato utilizzato in acquariologia. Sembra anche abbastanza efficace per la prevenzione di alcune patologie ittiche come Cryptocaryon irritans e Oodinium.